# Fonvizinskaja (metropolitana di Mosca)
Fonvizinskaja (in russo Фонвизинская?) è una stazione della Metropolitana di Mosca situata sulla Linea Ljublinsko-Dmitrovskaja che serve il quartiere di Butyrskij. Inaugurata il 16 settembre 2016, prende il nome dal compositore russo Denis Ivanovič Fonvizin, a cui è stata intitolata una via nei dintorni della stazione.
A poca distanza sorge anche la stazione di Ulica Milašenkova, posta lungo la monorotaia di Mosca.